# Thương (vũ khí)

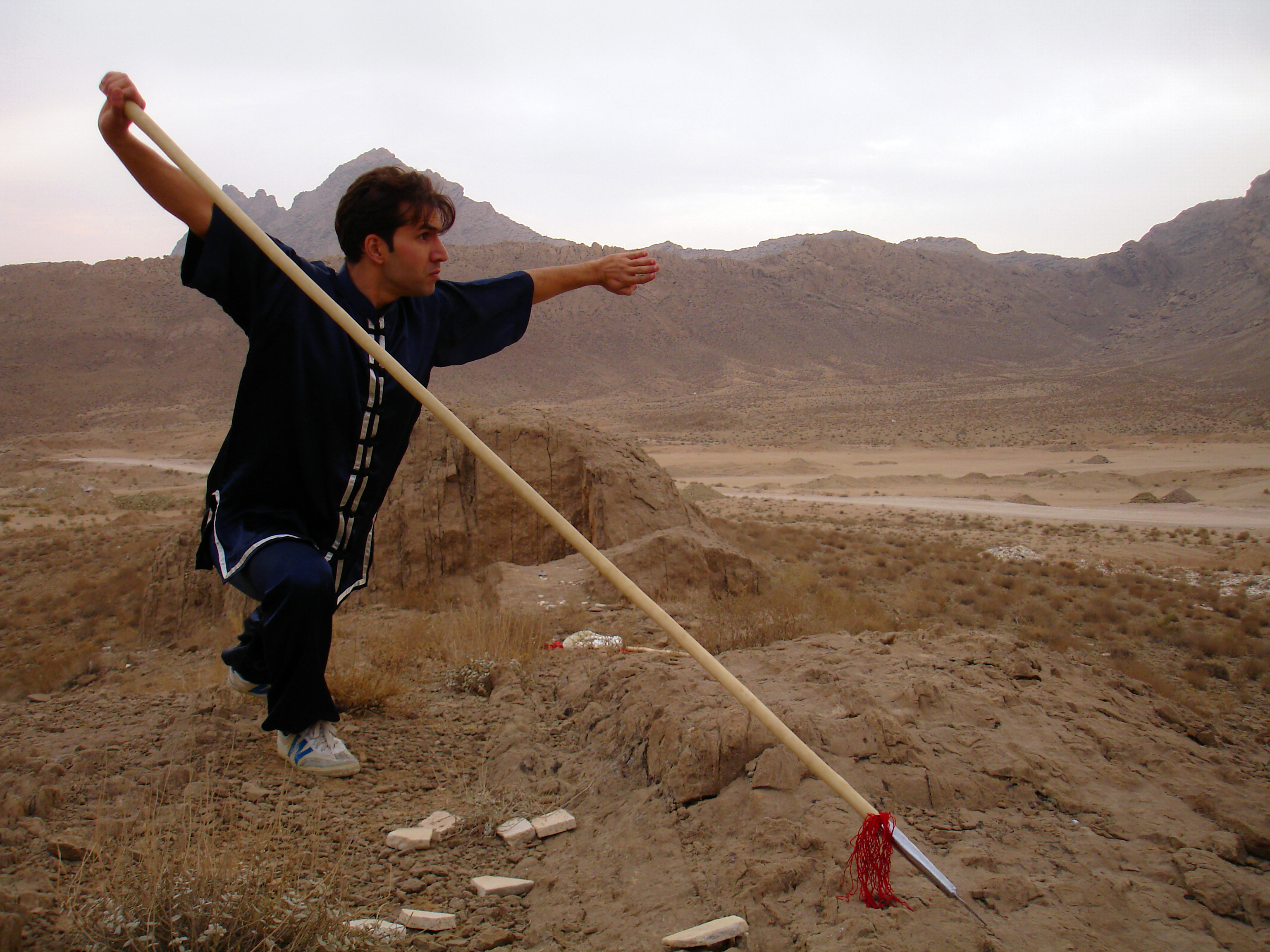
Một võ sinh người Iran đang sử dụng thương

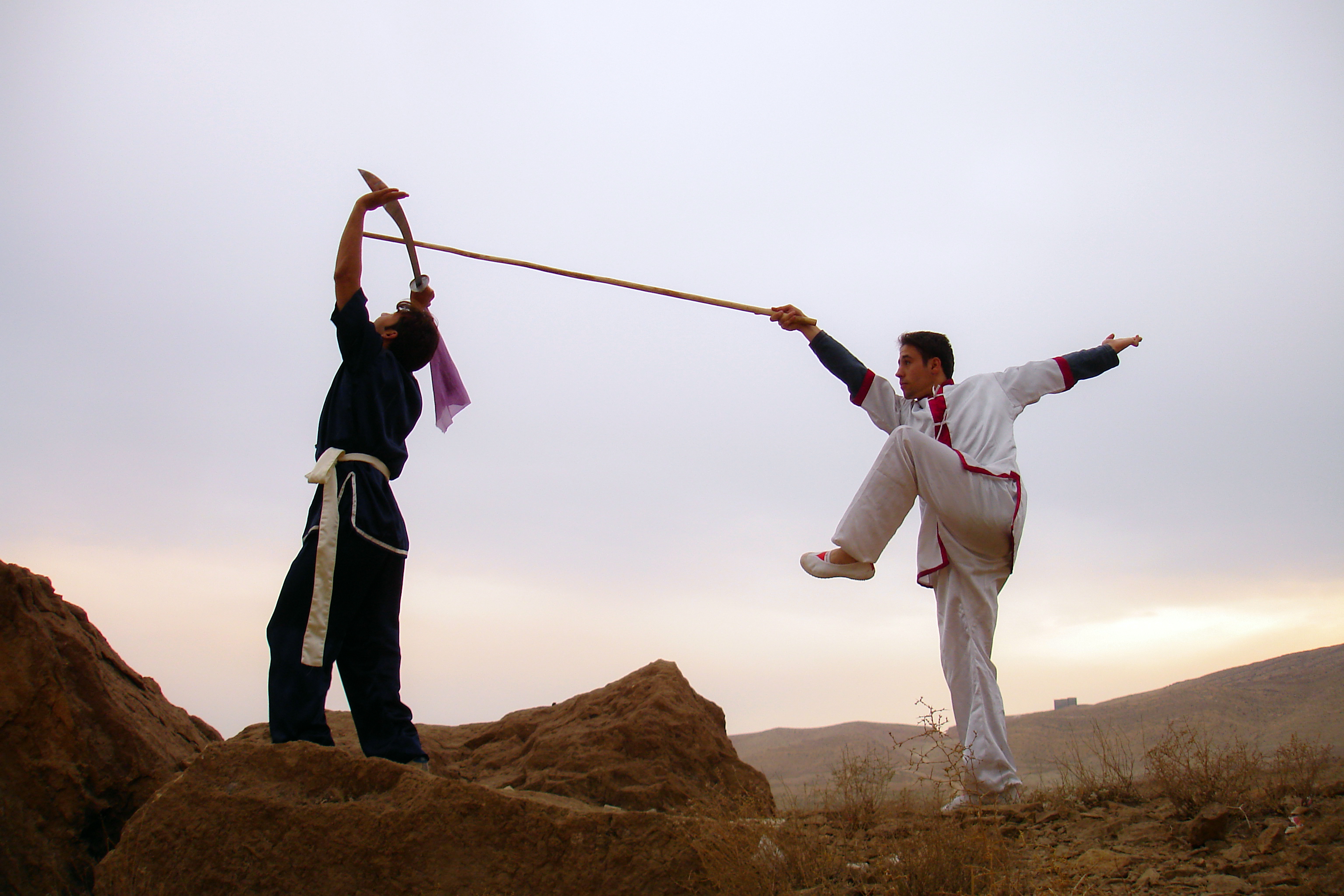
Đao thương giao đấu

Thương (chữ Hán: 槍, giản thể: 枪) là một loại vũ khí lạnh, một loại giáo của Trung Quốc, thương cùng với các biến thể của nó được phổ biến rộng rãi trên chiến trường của Trung Hoa thời cổ cũng như một số nước trong khu vực như Việt Nam, Nhật Bản, Mông Cổ, Triều Tiên, cây thương đặc biệt thích hợp cho kỵ binh và bộ binh do tính chất linh hoạt uyển chuyển và dễ sử dụng (dễ phát, dễ thu) cộng với uy lực lớn, đòn hiểm, tiện cho cả việc tấn công và phòng thủ, tạo thẩm mỹ trong biểu diễn. Thương là một vũ khí cơ bản trong Thập bát ban binh khí (18 loại binh khí), nó cùng với côn, đao và kiếm được xếp vào hàng "Vua của các binh khí" (Binh khí chi vương).
Thương là do mâu cải tiến mà thành, đầu thương nhẹ hơn so với mâu nhưng khả năng sát thương giống nhau, hơn nữa tính cơ động khi sử dụng trên ngựa của thương cao hơn. Trong Thập bát ban võ nghệ thì thương là một thứ đặc biệt, xuất phát từ chữ thương là đánh. Nó cũng có thể hiểu là một vũ khí nhưng cũng có thể hiểu không phải là một vũ khí cụ thể, mà chỉ vũ khí chính đang trang bị cho đông đảo binh sĩ. Thương ban đầu thừa kế qua cán dài có lưỡi, thừa kế từ cây giáo, cây côn và cuối cùng, thương được hiểu là súng (hỏa thương). Trong lịch sử, Dương gia tướng danh tiếng hiển hách được tổ tiên truyền lại cách sử dụng thương, Dương gia tướng của họ được cho là “thay đổi liên tục, biến hóa vô cùng, thiên hạ vô địch”

## Đặc điểm cấu tạo
Thương là một loại khí giới thời cổ, trong chiến đấu Thương là vũ khí chuyên về đâm, thọc, cũng có thể dùng để khứa - một kiểu chém lướt và để lại vết chém nhỏ nhưng sâu (thường ở cổ hoặc các phần cơ thể không được che chắn bởi giáp trụ) và có lực sát thương rất lớn, đây là loại vũ khí có tầm đánh xa, rộng rất phù hợp với kỵ binh và bộ binh. Thương cấu tạo gồm mũi thương, ngù thương, cán thương cấu tạo thành. Thương có độ dài ngắn khác nhau và tên gọi cũng khác nhau.

### Mũi thương

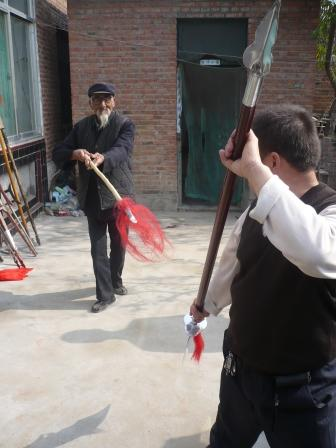
Một lão võ sư đang dùng thương để đấu với trường đao

Mũi thương hay đầu thương là bộ phận hình nhọn, sắc, thuôn, đảm nhiệm vai trò sát thương chính, dùng để đâm, thọc hoặc khứa. Về cơ bản mũi thương giống mũi giáo hoặc mũi Kích (Vũ khí). Mũi thương theo cân năng của Người Trung Quốc cổ thì khoảng năm đến sáu cân. Thương có rất nhiều chủng loại (phân chia dựa theo hình dạng mũi thương) nhưng phổ biến trong tập luyện hiện nay là tứ giác thương, tiễn hình thương, đơn câu thương, song câu thương. Một số cây thương được thiết kế đầu thương hình hạt lúa kiều mạch, dẹt, sống cao, lưỡi mỏng, đầu nhọn, trên sống ở đầu thương có thể có rãnh máu dùng để đâm, bổ dọc, chém ngang, rãnh máu sẽ giúp thương sau khi đâm vào cơ thể không bị cơ thịt giữ lại nên dễ dàng rút ra được.

### Ngù thương
Ngù thương là những chiếc tua chỉ ở phía dưới mũi thương dùng để trang trí tạo thẩm mỹ nhưng cũng là điểm nối giữa cán thương và mũi thương. Ngoài ra ngù thương chính là một trong những điểm khác biệt giữa thương so với giáo. Khi thương đang chuyển nhanh thì các ngù thương tung bay theo thương và làm mờ tầm nhìn của đối phương để tạo sự khó khăn hơn trong việc nhìn thấy mũi thương, trục thương hoặc các động tác đánh thương. Hay nói ngắn gọn thì nó có thể làm hoa mắt đối phương, che giấu mũi thương tạo sự biến hóa, ảo diệu và có khi dùng để quấn, khóa binh khí của đối thủ. Ngù thương cũng phục vụ một mục đích khác, để ngăn chặn máu chảy từ lưỡi thương vào trục gỗ của phần cán (Khi máu chảy vào phần cán của binh khí sẽ làm cho nó trơn, hoặc dính khi khô vì vậy gây bất lợi trong việc sử dụng). Cây thương có tua chỉ đỏ gọi là Huyết đương thương, còn cây thương có tua chỉ đen gọi là Tố anh thương.

### Cán thương

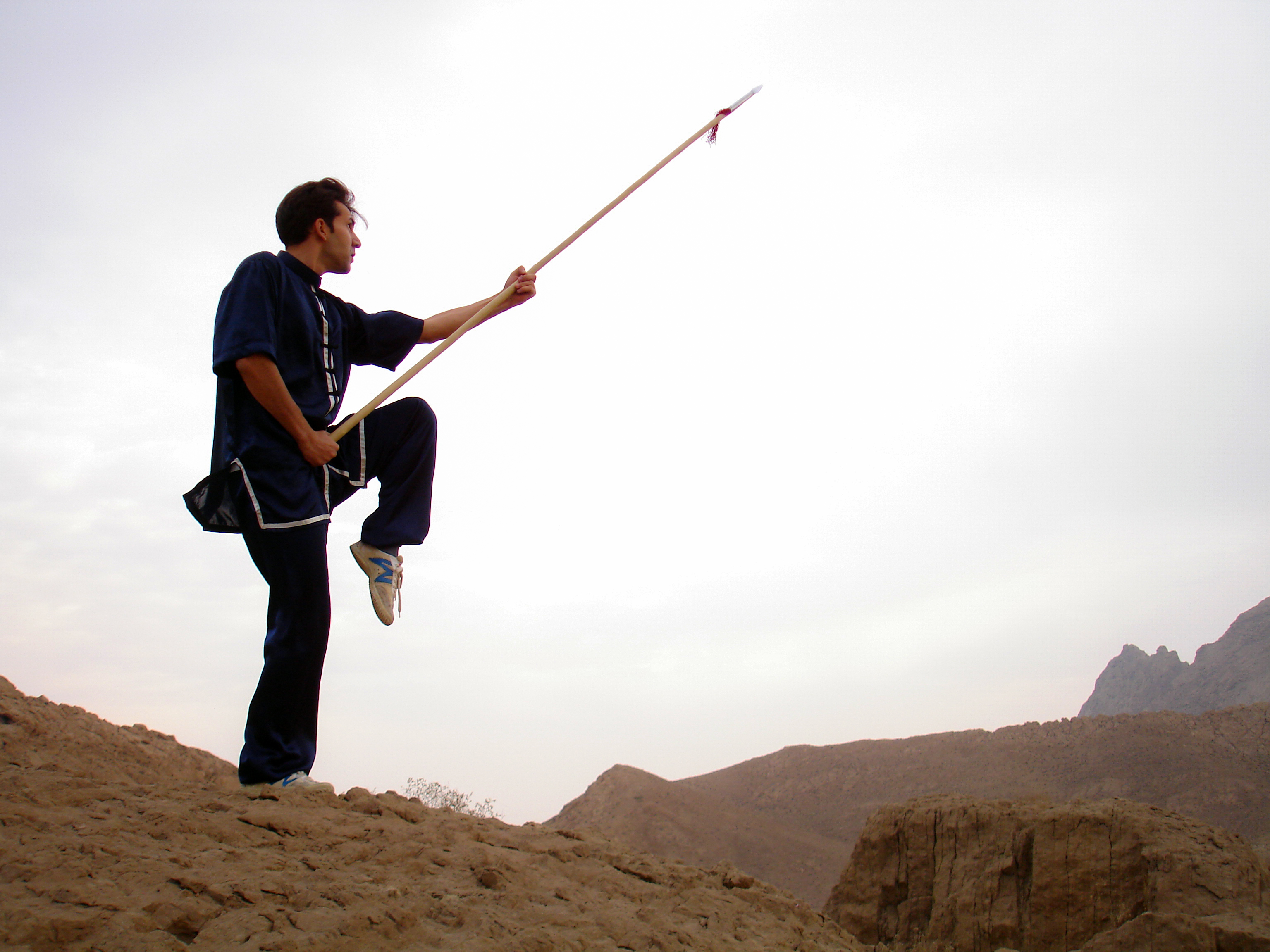
Cán thương dài

Cán thương là phần dài nhất của thương dùng để làm tay cầm thương. Đây là nơi đảm nhiệm chính các đòn thế đánh, đỡ... của thương. Chiều dài dao động từ khoảng 7 bộ (2 mét). Trong chiến tranh thời cổ, thương trang bị cho bộ binh thì độ dài của nó lên đến 13 bộ (4 mét) và đặc biệt thích hợp với kỵ binh.
Cán thương thường làm bằng gỗ sáp, một loại gỗ rất cứng nhưng có độ đàn hồi và linh hoạt. Tính linh hoạt của cán thương cũng là một ưu điểm so với giáo hoặc kích. Giáo hoặc kích thường làm bằng sắt hoặc đồng nên dù có tính cương mãnh nhưng lại thiếu tính linh hoạt và điểm quan trọng là thương khi sử dụng có thể uốn cong để hấp thụ các lực thừa, các phản lực đây là điểm kế thừa từ côn... vì vậy tận dụng được hết các sức lực phát ra.
Ngoài ra thì độ cong của thương cũng tạo lợi thế hơn so với giáo ở việc chém, quét. Khi thương chém vào đối thủ, cán sẽ uốn cong tạo thành hình bán nguyệt và làm tốc độ chém cao hơn, việc chém cũng dễ dàng hơn (vì có đà) giống như đao và quan trọng là mũi thương không bị mắc lại tại chỗ bị chém trúng (dễ phát dễ thu).
Như thế, các chuyển động uyển chuyển kết hợp với các tua ngù làm cho mũi giáo rất khó để nhìn và nắm bắt được tạo sức mạnh lớn. Nói chung, thương ra đời đã kế thừa tinh hoa của giáo trong việc đâm, chọc, đè binh khí đối thủ cũng như kế thừa những ưu điểm như độ dài, biên độ rộng, tầm đánh xa, và đánh có trọng điểm cũng kế thừa sự uyển chuyển linh hoạt, nhanh nhạy của côn trong việc quét, chém, xoay và đặc biệt là chi tiết ngù thương đã tạo nên hiệu quả rất lớn..

## Kỹ thuật sử dụng

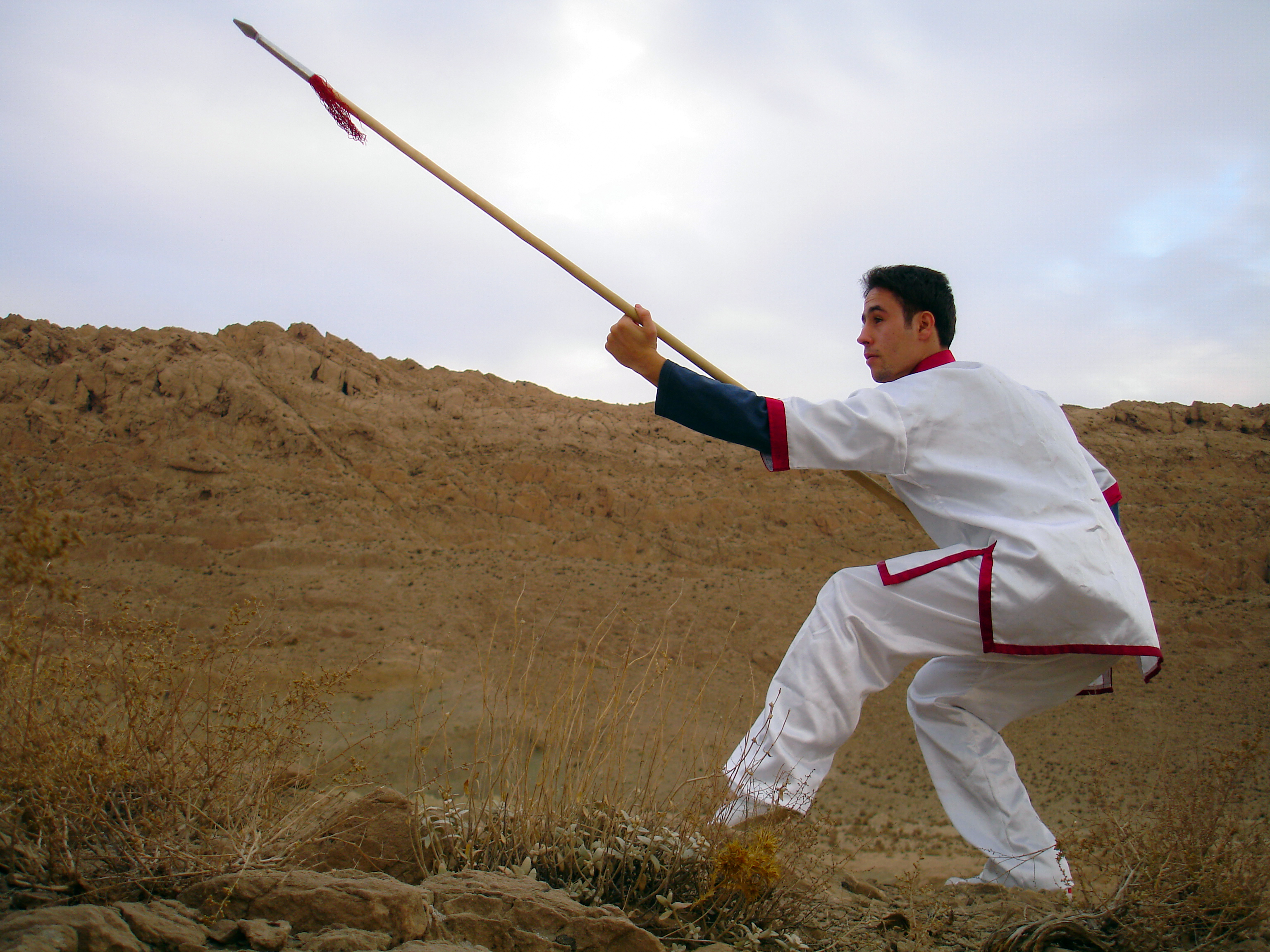
Một võ sinh đang sử dụng thương

Kỹ thuật sử dụng thương gắn với các khái niệm như thương pháp, Thương thuật, thương thế.... trong đó, thương pháp là cách thức sử dụng thương. Thương thuật là kỹ thuật, nghệ thuật dùng thương. Trong khi so sánh về thương có khẩu quyết: "Thương đâm một đường kẽ, côn đánh cả vùng rộng. Thương thọc một đường, gậy đâm một nẻo. Đao như mãnh hổ, thương tựa giao long".
Thương thuật cơ bản là "cầm thương vững trơn, trước quản sau khóa", tức là cầm phía trước thì lỏng để dễ điều khiển, phía sau chặt chẽ, vững vàng. "Hai tay cầm thương chắc mà không chết cứng, trơn mà không tuột". Thương thế hay thế giữ thương chú trọng ở "tứ bình": đỉnh bằng, vai bằng, chân bằng, thương bằng, gốc không rời hông. Đâm thương thì ra thẳng, vào thẳng, phải bằng, ngay, linh hoạt, mau lẹ, kình lực mạnh từ hông đâm thẳng thấu ra tận đầu mũi, thế thương vào ra như giao long ẩn hiện.
Động tác của thương phần lớn lấy công lực, thực dụng làm chính. Pháp dụng thương (thương pháp) thì thương đi như tên bắn, lúc hồi thương (kéo thương về) thì liền mạch như dây kéo. Khẩu quyết là: "Trước thì có xuyên chỉ, xuyên tụ, sau thì có Lê Hoa bãi đầu, có hư thật, có kỳ chính, có hư hư thực thực, kỳ kỳ chính chính. Tiến thì dũng mãnh, lui thì nhanh nhẹn. Thế phải hiểm, bất động thì vững như núi, động thì mau như sấm chớp".
Luyện thương pháp thì theo thứ tự "nhất tiệt, nhị tiến, tam lan, tứ triền, ngũ nã, lục trực". Thương pháp luyện đến chỗ tinh diệu sẽ có được thân pháp mau lẹ uyển chuyển. Vì thân thương dài, biên độ động tác rộng lớn, nên khi tập đại thương yêu cầu thân không rời thương, thương không rời trung tâm, phải có lực ở cánh tay, lực hông, lực chân và thân pháp uyển chuyển, bộ pháp nhanh nhẹn. Khi đâm thương chú ý sao cho thân, bộ đẩy ra trước, giá lên trên khi đến đỉnh đầu là phải rút về, khi đè được khí giới của đối phương là phải hồi thương chuyển thế ngay.
Thương pháp của các môn phái võ thuật, các danh gia tuy nhiều nhưng tựu trung có đâm, thọc, khều, gạt, lăn, giã, lắc, quấn, đỡ, đè, chặn… Các thức trong thương pháp gồm triền thương, lan thương, phá thương, phá lan, trung bình, tử phục sinh, nhất tiến nhất thoái, nhất thượng nhất hạ, thủ pháp, lỗ pháp, thoa pháp, đề pháp, khán pháp, tiếp pháp, thân pháp, tọa pháp, trì pháp, lục phong lục bế. Trong các loại binh khí thì thương rất khó luyện, người Trung Hoa có câu: "Nguyệt Côn, Niên Đao, Nhất bối tử Thương" (luyện côn tính tháng, luyện đao tính năm, nhưng luyện thương thì cả đời), muốn dùng thương thật giỏi, phải cần mấy năm công phu cơ bản nếu không chỉ là cái vỏ rỗng. Một số chiêu thức thương lợi hại như: Độc lư thương, Hồi mã thương, Lục hợp đại thương, Liên hoàn thương, Truy mệnh thương, Bá vương thương...

## Lịch sử, văn hóa

Mã Siêu và trường thương trong trò chơi Dynasty Warriors

Cây thương là một trong những binh khí lạnh lợi hại nhất trong thời cổ, nó là một trong thập bát ban binh khí và được liệt vào hàng vua của binh khí, nó từng danh trấn giang hồ, lừng lẫy qua tay nhiều nhân vật lịch sử, thương dùng trong chiến trận hiệu quả và oai hùng, các chiến tướng thường dùng thương trên lưng ngựa. Cây thương đi vào đời sống xã hội với thành ngữ "đơn thương độc mã", diễn tả hành động đơn độc, lẻ loi trước một việc nặng nề mà không có người hỗ trợ, giúp sức, ví như trong chiến trận, chỉ với một cây thương, một mình trên lưng ngựa, mà phải chiến đấu với một bên là đội quân hùng mạnh. Hoặc thuật ngữ "hồi mã thương" dùng để chỉ sự phản kích bất ngờ, các thuật ngữ khác có liên quan đến thương như "đao thương bất nhập, thủy hỏa bất xâm", "điểm thương", "đoản kiếm và trường thương".
Trong lịch sử chiến tranh Trung Quốc nhiều danh tướng sử dụng thương và tạo nên danh tiếng vang dội. Trong tiểu thuyết nổi tiếng Tam Quốc diễn nghĩa, Triệu Tử Long với tài nghệ sử dụng thương điêu luyện đã một mình một ngựa cứu ấu chúa thoát khỏi hàng vạn quân Tào trong trận Trường Bản, làm đối phương phải kinh sợ khi nghe thấy tên ông trong những trận đánh về sau. Sách sử cũng chép về một viên hổ tướng thời Tam Quốc chuyên dùng trường thương là Mã Siêu, với tài sử dụng thương, khả năng cưỡi ngựa điêu luyện đã giúp cho Mã Siêu vang danh trong chiến trận và làm đối thủ kinh hoàng khi đối đầu trên chiến địa.
Vào thời nhà Tống, có một gia đình đã đóng góp nhiều vị tướng và lập nhiều công lao to lớn cho triều đình là Dương gia tướng, đặc biệt họ được cho là đã sáng tạo ra Dương Gia thương pháp với kỹ thuật cơ bản là Hồi mã thương chuyên dùng để đánh thương trên lưng ngựa và trên mặt đất. Tướng Cao Hoài Đức vào đầu thời Bắc Tống cũng sử dụng trường thương cơ bản, từng tung hoành chiến trường Hậu Thục, Nam Đường, và Bắc Hán. Binh sĩ nhà Tống cũng được trang bị với phần lớn là thương và sóc, mâu với mũi dài bản rộng để khống chế kỵ binh Liêu, Hạ, Kim, và Nguyên. Tướng của Nam Tống là Nhạc Phi cũng sử dụng một cây thương danh tiếng mang tên "Lịch Tuyền Thương", tuy nhiên truyện "Nhạc Phi Diễn Nghĩa", hay "Thuyết Nhạc Toàn Truyện", thì dịch là "Thần Mâu" chứ không phải thần thương.
Do sự phát triển của súng trong những thế kỷ 14 - 15, Nhà Minh đã không còn đưa lãnh khí vào sử dụng rộng rãi. Tuy nhiên, những chiến dịch với kỵ binh Mông Cổ (từ khi khai quốc đến thế cuối Thế kỷ 16) và kỵ binh Mãn Châu Bát Kỳ (từ năm 1600 tới 1663), cũng như hải tặc Nụy khấu đã khiến cho giới quân sự của nhà Minh, đặc biệt là tướng Thích Kế Quang phải đưa thương vào sử dụng rộng rãi. Thương của Nhà Minh có lưỡi bản rộng, vừa đâm lại vừa chém được. Hai đầu thương phổ biến nhất thời Nhà Minh là "Phá Không Thương", phát triển từ mũi thương của tướng Nhà Tống, với bản rộng có khả năng chém, và "Xuyên Vân Thương", phát triển từ mũi "Hỏa Tiêm Thương" với đầu nhọn có thể đâm xuyên trọng giáp.
Qua nhiều thời kỳ phát triển, thương pháp tiếp tục được phát triển chuyên sâu, nhiều kỹ thuật đanh mới ra đời đặc biệt là được ứng dụng trong môn võ Bát Cực Quyền với đại biểu xuất sắc là "Thần thương Lý Thư Văn" (神槍李). Ngoài ra còn có Trương Cảnh Tinh với danh xưng Thần thương Trương đã sáng tác ra tuyệt kỹ "Lục hợp đại thương", Hoàng Tứ Hải cũng là một cao thủ thương pháp, được giới võ thuật tôn xưng "Thần thương Hoàng". Tổ sư Aikido Nhật Bản là Ueshiba Morihei cũng được cho là người tinh thông thương thuật và các môn khác.
Ở Việt Nam, thương cũng là một trong thập bát ban binh khí từ thời cổ và được các triều đại phong kiến sử dụng để trang bị và huấn luyện cho quân đội, qua các cuộc chiến tranh, thương cùng với các binh khí khác cũng đã góp phần quan trọng vào những chiến thắng lẫy lừng trong lịch sử chiến tranh Việt Nam. Đến thời Tây Sơn thì kỹ thuật đánh thương cũng đã được phát triển như bài Độc Lư thương. Võ cổ truyền Việt Nam có nhiều bài thương, các môn phái, võ đường có bài riêng truyền dạy rộng rãi cho võ sinh, làm phong phú nội dung huấn luyện. Trong 18 môn tương ứng với 18 binh khí gồm: côn, kiếm, đao, thương, giáo, kích, xà mâu, đinh ba, bồ cào, thiết bản, song tô, song xỉ, song câu, bút, phủ (búa), chùy, cung tên, lăn khiên, trong đó đã có cây thương .

## Võ thuật hiện đại

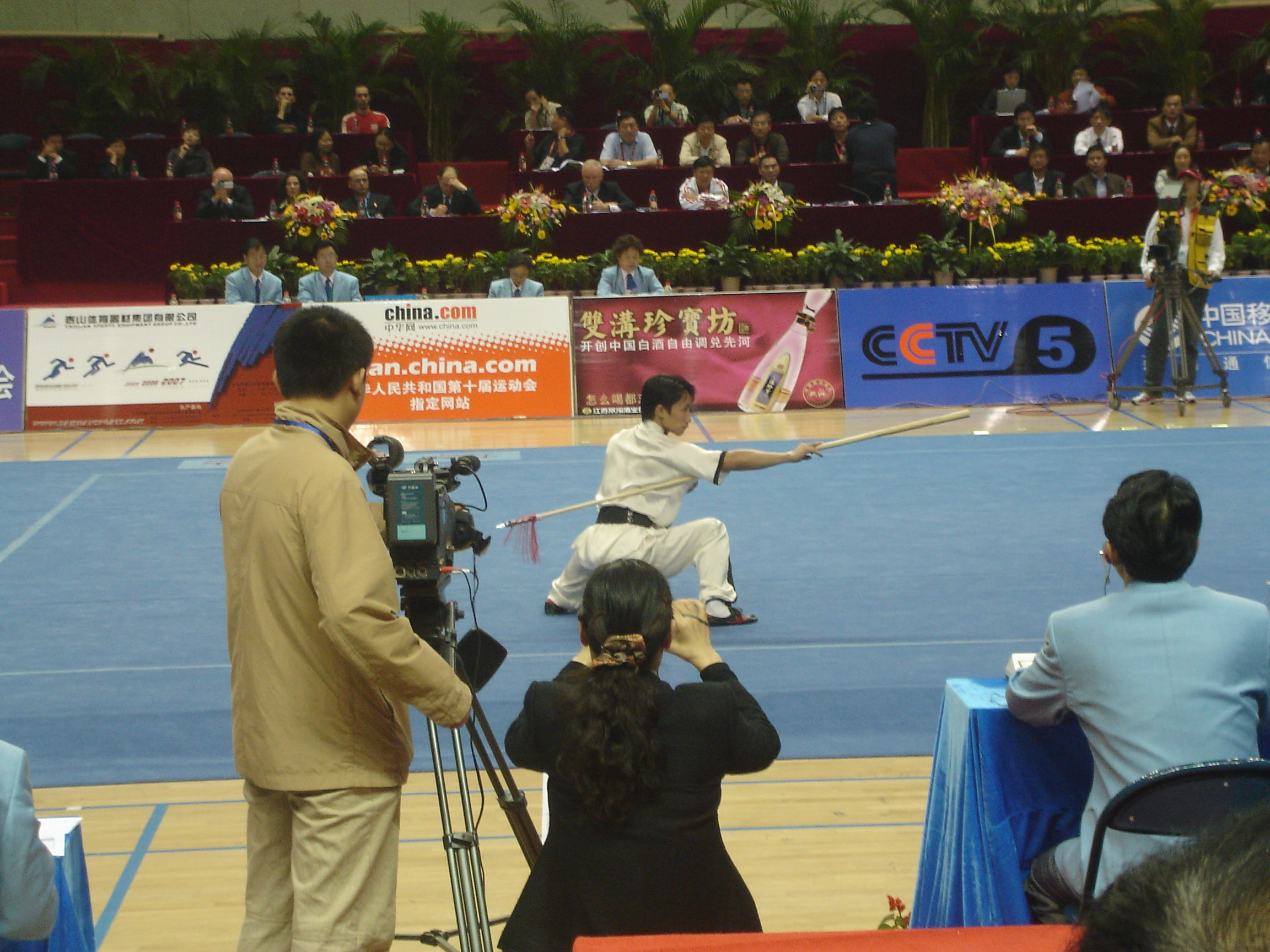
Biểu diễn thương thuật trong Wushu

Trong võ thuật hiện đại thương cũng là một nội dung dùng để biểu diễn trong môn Wushu với nội dung Taolu, trong thi đấu võ thuật hiện đại, quy định thương bằng chiều cao của vận động viên và giơ tay lên, ta gọi là một đầu và một với. ngoài ra thì hiện nay vẫn còn nhiều môn võ duy trì tập luyện môn thương pháp như Hình ý quyền của Thiếu Lâm, Bát Cực Quyền hoay võ cổ truyền của Việt Nam. Trong Wushu thì nhiều vận động viên Việt Nam cũng giỏi dùng thương như Thúy Hiền, Mỹ Đức.